# تسوفنهاوزن
تسوفنهاوزن (به آلمانی: Zuffenhausen) یک منطقهٔ مسکونی در آلمان است که در اشتوتگارت واقع شده‌است. تسوفنهاوزن ۳۵٬۵۶۸ نفر جمعیت دارد.